# Dessa (Niger)
Dessa (auch: Desa) ist eine Landgemeinde im Departement Tillabéri in Niger.

## Geographie
Dessa befindet sich in der Sahelzone und liegt nordwestlich der Regionalhauptstadt Tillabéri am Fluss Niger. Die Nachbargemeinden Dessas sind Ayérou im Norden, Anzourou im Osten, Bibiyergou und Sinder im Süden sowie Bankilaré, Kokorou und Méhana im Westen.
Bei den Siedlungen im Gemeindegebiet handelt es sich um 15 Dörfer und 44 Weiler. Der Hauptort der Landgemeinde ist das Dorf Dessa.

## Geschichte

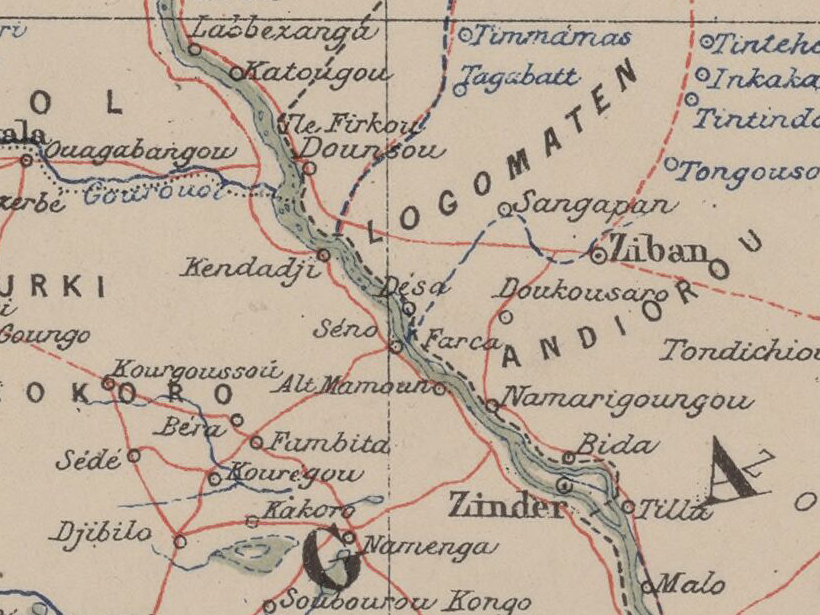
Ausschnitt einer Karte von 1903 mit Dessa (Désa) im Zentrum

Die Einwohner der Siedlung Dessa, Angehörige des Volks der Kurtey, waren im 19. Jahrhundert ständigen Angriffen der Tuareg-Gruppe Rhattafan ausgesetzt. Das einzige sichere Rückzugsgebiet der Kurtey war der Fluss und besonders eine dem Uferdorf Dessa gegenüberliegende Insel, die ebenfalls Dessa hieß. Das Gebiet gelangte 1899 als Teil des neu geschaffenen Kreises Sinder unter französische Militärverwaltung. Im Jahr 1905 wurde Dessa dem neuen Militärterritorium Niger angeschlossen. Die französische Kolonialverwaltung richtete 1906 in Dessa einen Kanton ein und setzte den vorkolonialen Ortschef von Dessa, einen Kurtey, als Kantonsleiter ein.
Das Gebiet des Kantons wurde 1933 um die Dörfer Diomona, Katanga, Nassiré, Tondia und Wali erweitert. Es handelte sich um Siedlungen der Bella, früherer Sklaven der Rhattafan, die nun dem Kurtey-Ortschef von Dessa unterstanden. Dies verstärkte die Rivalität zwischen Rhattafan und Kurtey. Noch bis ins Jahr 1960 zog es der Kurtey-Kantonschef aus Sicherheitsgründen vor, auf der Insel Dessa anstatt im Hauptort Dessa zu residieren. Aus dem Kanton ging 2002 im Zuge einer landesweiten Verwaltungsreform die Landgemeinde Dessa hervor. Versuche der Rhattafan, im Zuge dessen das Bella-Dorf Tondia und dessen Umland aus Dessa zu lösen, schlugen fehl.
Von Überschwemmungen im August 2011 waren mehrere Siedlungen in der Gemeinde betroffen. Dabei stürzten mehrere Wohnhäuser ein und 988 Hektar landwirtschaftliche Nutzflächen wurden überflutet. Mutmaßliche Mitglieder der Terrororganisation Islamischer Staat in der Größeren Sahara eröffneten am 7. Februar 2020 im Hauptort das Feuer und verletzten dabei zwei Lehrer schwer. Die an Mali grenzende Region Tillabéri hatte vermehrt mit Sicherheitsprobleme zu kämpfen. Die Gemeinde Dessa nahm zahlreiche geflüchtete Menschen auf. Allein im Dorf Famalé lebten Mitte 2020 mehr als 6000 vertriebene Bauern.

## Bevölkerung
Bei der Volkszählung 2012 hatte die Landgemeinde 32.332 Einwohner, die in 4132 Haushalten lebten. Bei der Volkszählung 2001 betrug die Einwohnerzahl 31.028 in 4167 Haushalten.
Im Hauptort lebten bei der Volkszählung 2012 2191 Einwohner in 306 Haushalten, bei der Volkszählung 2001 2102 in 285 Haushalten und bei der Volkszählung 1988 2391 in 354 Haushalten.
In ethnischer Hinsicht ist die Gemeinde ein Siedlungsgebiet von Songhai, Fulbe und Tuareg.

## Politik
Der Gemeinderat (conseil municipal) hat 12 gewählte Mitglieder. Mit den Kommunalwahlen 2020 sind die Sitze im Gemeinderat wie folgt verteilt: 5 MODEN-FA Lumana Africa, 4 MNSD-Nassara und 3 PJP-Génération Doubara.
Traditionelle Ortsvorsteher (chefs traditionnels) stehen an der Spitze von 13 Dörfern in der Gemeinde, darunter dem Hauptort.

## Wirtschaft und Infrastruktur
Durch Dessa verläuft die Nationalstraße 1, die den Ort mit der Hauptstadt Niamey im Süden und der Staatsgrenze zu Mali im Norden verbindet. Die Gemeinde liegt in einer Zone, in der Agropastoralismus betrieben wird. Das staatliche Versorgungszentrum für landwirtschaftliche Betriebsmittel und Materialien (CAIMA) unterhält eine Verkaufsstelle im Hauptort.
Gesundheitszentren des Typs Centre de Santé Intégré (CSI) sind im Hauptort sowie in den Siedlungen Diomona, Famalé und Kandadji vorhanden. Der CEG Dessa ist eine allgemein bildende Schule der Sekundarstufe des Typs Collège d’Enseignement Général (CEG). Beim Centre de Formation aux Métiers de Dessa (CFM Dessa) handelt es sich um ein Berufsausbildungszentrum. Wichtige infrastrukturelle Einrichtungen im Gemeindegebiet wurden zunächst nicht im Hauptort Dessa, sondern im Dorf Famalé im Zentrum des Gemeindegebiets geschaffen. Der Grund dafür lag im Misstrauen des damaligen Kantonschefs von Dessa gegen die französische Herrschaft, die er nicht zu nahe seiner Residenz wissen wollte. Die 1955 eröffnete erste Schule, das 1956 eröffnete erste Gesundheitszentrum und die 1960 eröffnete landwirtschaftliche Dienststelle im Gebiet der Landgemeinde befanden sich deshalb alle in Famalé.

## Persönlichkeiten
- Ali Sirfi (* 1955), Rechtsanwalt und Politiker